# Taku
Taku (japanska: 多久市?, Taku-shi) är en stad i Saga prefektur i södra Japan. Staden fick stadsrättigheter 1954.